# Berwick, Maine
Berwick är en kommun (town) i York County i Maine. Vid 2020 års folkräkning hade Berwick 7 950 invånare.